# Niezrealizowane projekty polskich pojazdów szynowych
Artykuł przedstawia niezrealizowane projekty polskich pojazdów szynowych.

## Tramwaje

### Konstal
11N

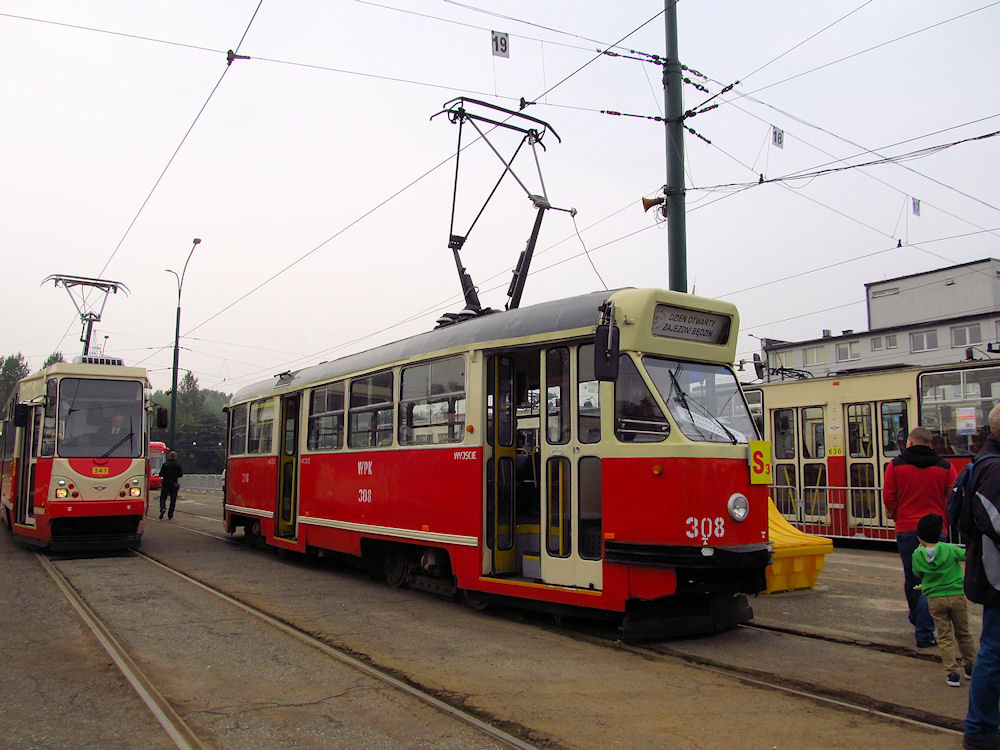
Na podstawie projektu tramwajów 11N i 12N powstały tramwaje typu 13N (na zdjęciu)

Projekt tramwaju 11N powstał w Konstalu na początku lat 50. XX wieku. Miał to być wagon oparty konstrukcyjnie na czechosłowackiej Tatrze T1 i przeznaczony dla Warszawy. Hamulce i pomocnicze obwody (obwody drzwi, oświetlenie przedziału pasażerskiego, dzwonek) miały być zasilane napięciem 24 V DC. 11N miał mieć rozruch automatyczny silników. Projekt zarzucono z powodu problemów z wyposażeniem elektrycznym.
12N
Tramwaj typu 12N miał być uproszczoną wersją tramwaju 11N przeznaczoną dla innych polskich miast. Podobnie jak 11N tramwaj pozostał na deskach kreślarskich z powodu problemów z aparaturą.
101N
Projekt tramwaju 101N powstał w 1967 r. Wyposażenie elektryczne miało być identyczne z tym w tramwaju 13N. W praktyce miał być to jednoczłonowa wersja 102N. Przewidywano też produkcję wagonów wąskotorowych 101Nw.
103N
Projekt tramwaju 103N powstał w 1968 r. 103N miał być zbliżony do wyprodukowanej kilka lat później Tatry T5. Miał to być jednokierunkowy czteroosiowy wagon silnikowy. Rozruch silników miał być oparty na stycznikach. Zaprojektowano też doczepę bierną 403N.
104N

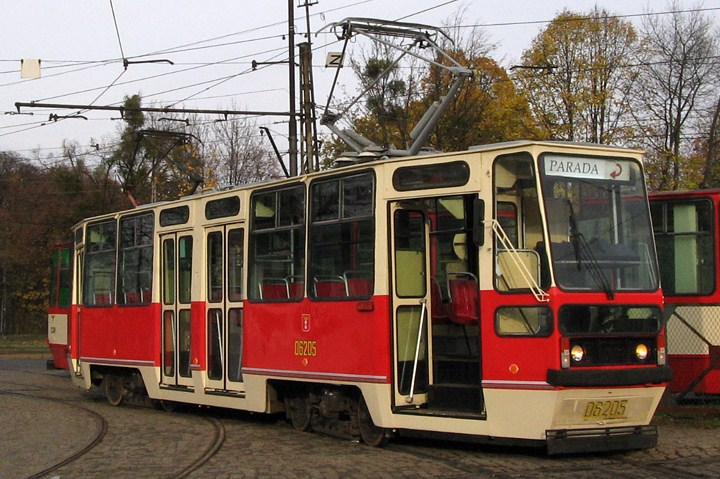
Na podstawie projektu tramwaju 104N opracowano tramwaj 105N (na zdjęciu)

Projekt tramwaju 104N powstał w 1971 r. 104N miał być jednokierunkowym czteroosiowym wagonem silnikowym o długości 15 m. Po prawej stronie miał mieć czworo drzwi harmonijkowych, pod linią dachu niewielkie okienka, a ściana przednia miała wyróżniać się szybą zbliżoną do tej w ukraińskim tramwaju ŁT-10.
107N
Konstal 107N miał być ośmioosiowym, przegubowym, trójczłonowym tramwajem opartym na konstrukcji Konstala 105Na.
108N
Konstal 108N miał być wersją rozwojową Konstala 105Na. Powstały dwie wersje projektu: według jednej 108N miał przypominać 13N kształtem dachu, kasetonem na linię i poziomem okien. Według drugiej 108N miał być czteroosiowym tramwajem z harmonijkowymi drzwiami. W 1993 r. niedokończony 108N przebudowano na 105Nb, a potem na 805Nb i sprzedano do Grudziądza.
110N/110Nx

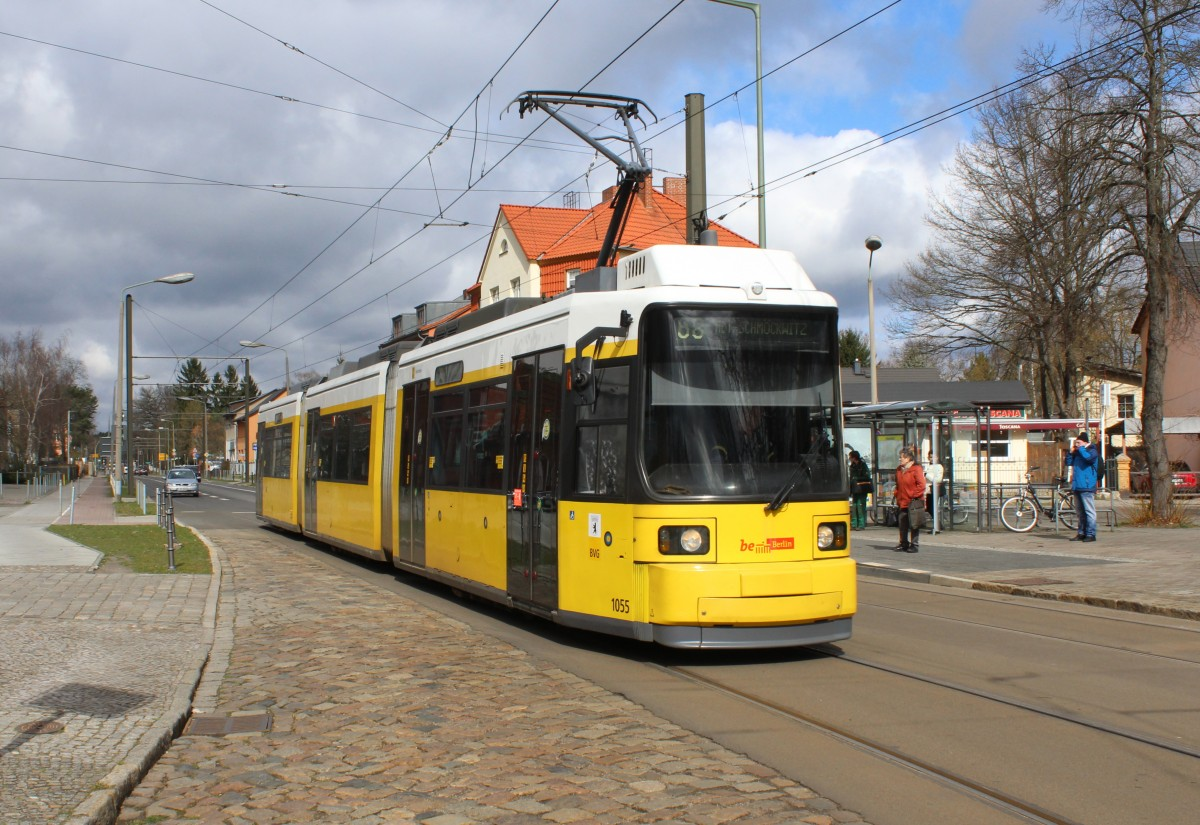
Konstal 110N miał być wytwarzany na bazie niemieckich tramwajów GT6N (na zdjęciu)

Konstal 110N miał być dwukierunkowym, trójczłonowym, częściowo niskopodłogowym tramwajem wytwarzanym na licencji niemieckiej firmy Adtranz na bazie typu GT6N. Po prawej stronie nadwozia miał mieć troje drzwi. W latach 1993–1994 powstał szkielet, który potem próbowano przebudować na 110Nx. Ostatecznie projektu nie dokończono.
Inne projekty
Kolejne projekty powstały w latach 90. XX wieku:
- 4A miał być dwukierunkowym ośmioosiowym trójczłonowym tramwajem z niską podłogą w pierwszych i ostatnich drzwiach.
- 4B miał być dwukierunkowym ośmioosiowym trójczłonowym tramwajem z niską podłogą w środkowym członie. Koncepcją przypominał rosyjskiego LWS-93.
- 4C miał być dwukierunkowym ośmioosiowym trójczłonowym tramwajem z niską podłogą w środkowym członie. Koncepcją przypominał czeską Tatrę KT8D5N.
- 4D miał być jednokierunkowym sześcioosiowym dwuczłonowym tramwajem z niską podłogą w czwartych drzwiach. Koncepcją przypominał tramwaj Konstal 112N.
- 4E miał być dwukierunkowym ośmioosiowym trójczłonowym tramwajem. Koncepcją przypominał tramwaj LWS-93.
- 8A miał być jednokierunkowym sześcioosiowym dwuczłonowym tramwajem z niską podłogą w czwartych drzwiach. Koncepcją przypominał tramwaj 112N.
- 4AKr miał być dwukierunkowym sześcioosiowym dwuczłonowym tramwajem z niską podłogą w drugich drzwiach. Układ wózków miał być podobny do tego w rosyjskim tramwaju LWS-97.
- 4CKr miał być dwukierunkowym sześcioosiowym dwuczłonowym tramwajem z niską podłogą w drugich i trzecich drzwiach, z niską podłogą tylko w drugich drzwiach lub bez niskiej podłogi.
- F miał być dwukierunkowym sześcioosiowym dwuczłonowym tramwajem ze środkowym członem niskopodłogowym. Przypominał powstały w 1995 r. tramwaj typu 115N.

### Pesa
119N
119N miał być normalnotorową wersją wąskotorowego tramwaju typu 121N z serii Tramicus. Ostatecznie nie powstał ani jeden egzemplarz z powodu braku zainteresowania tym modelem ze strony przewoźników.

### Protram
206WrAs
206WrAS miał być trójczłonowym, czterowózkowym tramwajem z 70% udziałem niskiej podłogi. Miał cechować się niskimi wejściami, brakiem stopni wewnątrz wagonów, modułową konstrukcją oraz zastosowaniem nowoczesnych materiałów, wśród których są m.in. kompozyty węglowe zastosowane w strefach odpowiedzialnych za bezpieczeństwo i pochłanianie energii.